# EICAR (药物)
5-乙炔基-4-胺甲酰基-1-β-D-呋喃核糖基咪唑，简称EICAR，是一种具有抗癌和抗病毒效果的核苷类似物药物。其最初作为一种治疗白血病药物而被开发，但失败于人体临床试验阶段。其发现具有广谱抗病毒活性，对痘病毒、塞姆利基森林病毒、鸠宁病毒、呼肠孤病毒、流感病毒、麻疹病毒和人类呼吸道合胞病毒等病毒在内均有抗病毒效果，但对诸如SARS病毒等冠状病毒无效。如此广泛的抗病毒谱意味着EICAR以及其衍生物将继续被研究用于治疗病毒性疾病。
人们最初发现EICAR对人体中参与单磷酸鸟苷合成的肌苷-5'-单磷酸脱氢酶（IMPDH）具有强力的抑制作用，这种作用也是抑制的抗病毒 和抗癌活性机制。